# Фалкерсон, Делберт Рей
Дельберт Рэй Фалкерсон (англ. Delbert Ray Fulkerson; 14 августа 1924, Таммс, штат Иллинойс, США — 10 января 1976, Итака (Нью-Йорк)) — американский математик, один из разработчиков алгоритма Форда — Фалкерсона, предназначенного для решения задачи о максимальном потоке в сетях.

## Биография
Родился третьим из шести детей в семье преподавателя математики и директора средней школы Элберта Фалкерсона и его жены Эммы.
В 1941 году поступил в университет Южного Иллинойса, но обучение было прервано службой метеорологом в Военно-воздушных силах США во время Второй мировой войны. В 1946 году в звании старшего лейтенанта уволился из армии и вернулся в университет, который успешно окончил в 1947 году, получив степень бакалавра математики.
В 1948 году в Висконсинском университете в Мадисоне завершил обучение и получил степень магистра математики. В 1951 году в том же университете под руководством Сайруса Макдаффи (ученика Леонарда Диксона) получил степень доктора философии по математике.
В 1951—1971 годах работал в отделе математики корпорации RAND в Калифорнии.
С 1958 года читал курс по теории сетевых потоков в Калифорнийском университете в Лос-Анджелесе.
В 1967 году за статью об исследовании сетей и комбинаторных операциях получил Премию им. Лестера Форда-старшего, вручаемую Математической ассоциацией Америки.
Был научным руководителем математиков Джона Фолкмана (8 декабря 1938 — 23 января 1969), также работавшего научным сотрудником в RAND, и Тацуо Ояма — с 1997 года профессора и одного из руководителей аспирантуры GRIPS. В конце 1960-х годов у Фолкмана была диагностирована большая опухоль головного мозга, и хотя операция прошла успешно, он считал, утратил свои способности к математике. Окружающие же считали, что способности, наоборот, только усилились, однако Фолкман думал иначе, и в 1969 году покончил с собой, застрелившись. В дальнейшем Фалкерсон винил себя в том, что не заметил суицидальных настроений Фолкмана.
Осенью 1971 года перешёл на должность профессора инженерных наук имени Максвелла Апсона и профессора исследования операций и прикладной математики на кафедру исследования операций Инженерного колледжа Корнеллского университета. Здесь он читал ряд курсов в области сетевых потоков и задачам экстремальной комбинаторики.
В 1976 году покончил жизнь самоубийством. В память была проведена поминальная служба в часовне Зала им. Анабель Тейлор (англ. Anabel Taylor Hall) — межконфессионального религиозного центра в кампусе Корнеллского университета.
Был членом Американского математического общества, Математической ассоциации Америки, Общества математического программирования, Американского общества исследования операций, Общества промышленной и прикладной математики и Института управленческих наук. Служил одним из редакторов журналов «Mathematical Programming», «Journal of Combinatorial Theory», «Journal of Optimization Theory and Applications» и «Mathematics of Operations Research and of Networks».
Автор более 50 научных работ.

## Научная деятельность
В 1954 году совместно с математиком Джорджем Данцигом Фалкерсон опубликовал статью, в которой решалась проблема поиска наименьшего количества танкеров, необходимых для выполнения фиксированного графика. Также Фалкерсон, Данциг и Селмер Джонсон опубликовали статью, в которой решали задачу коммивояжера для 49 городов.
В апреле 1955 года Фалкерсон и Данциг написали работу, в которой сформулировали теорему «Max-Flow Min-Cut», ныне известную как теорема Форда — Фалкерсона. Вскоре появилось несколько её доказательств.
В 1956 году совместно с математиком Лестером Фордом-младшим Фалкерсон опубликовал статью, посвященную алгоритму Форда — Фалкерсона. В 1962 году они опубликовали книгу «Flows in Networks» с детальным описанием алгоритма, переведенную в дальнейшем на французский, японский, польский и русский языки.

## Премия им. Фалкерсона
В 1979 году была учреждена Премия им. Фалкерсона, которая присуждается каждые три года за выдающиеся работы в области дискретной математики совместно Обществом математического программирования и Американским математическим обществом.